# Service d'assistance technique aux exploitants de station d'épuration
En France, le Service d'assistance technique aux exploitants de station d'épuration (SATESE) est un service du Conseil départemental subventionné par les Agences de l'Eau, qui conseillent les maîtres d'ouvrage et exploitants de stations d'épuration.

## Création
Les SATESE ont été créés dans les années 1970 au moment où les communes s'équipaient de systèmes d'assainissement collectif. Généralement, et surtout dans les petites communes, c'était le cantonnier qui s'occupait de la station d'épuration. Le SATESE a donc été créé pour assister et former tous ces agents en matières d'assainissement collectif.
Les SATESE était d'abord sous la coupole des DDASS, mais à la suite de la décentralisation de 1982, ils sont devenus un service du Conseil départemental.

## Statut et fonctionnement
Généralement, les SATESE sont des services du Conseil départemental, mais il existe des exceptions. Certains SATESE sont organisés en syndicat et les communes adhèrent à ce syndicat. D'autres sont délégués à des sociétés privées.

### Personnel
Le personnel des SATESE fait partie de la Fonction Publique Territoriale sauf pour les SATESE dits « privés ». Ces fonctionnaires sont des techniciens de catégories B qu'ils soient titulaires ou contractuels. Les responsables de service sont la plupart du temps ingénieur.

## Rôles
Dans chaque département, le SATESE offre des prestations en matières d'assainissement collectif qui est sa mission originelle. Mais, ils se sont diversifiés vers d'autres domaines de l'eau tels que le suivi de la qualité des cours d'eau, de l'eau potable ou de l'assainissement non collectif en venant en soutien des SPANC.

## Financement
À l'origine, les prestations proposés par les SATESE étaient gratuites pour toutes les collectivités, mais à la suite du décret d'application du 26 décembre 2007 de l'article 73 de la loi sur l'eau du 30 décembre 2006, les SATESE proposent désormais des prestations payantes aux collectivités.
Pour les collectivités dites "éligibles", les prestations sont proposés à un cout très modéré (fixé par le Conseil départemental) avec un tarif à l'habitant DGF. Ces collectivités regroupent essentiellement les communes rurales aux recettes faibles et les communautés de communes de moins de 15 000 habitants.
Pour les collectivités dites "non éligible", les prestations se font sur le champ concurrentiel au coût réel. Ces collectivités sont donc les communes riches et les grandes agglomérations ou communautés de communes.

## Activités
En assainissement collectif, les SATESE ont un rôle très important pour assister les maitres d'ouvrage et exploitants mais aussi dans la validation des données d'autosurveillance.
En assistance technique, les SATESE font des visites légères (avec analyses ou tests), des visites bilan (sur 24 heures) mais aussi dans certains cas les mesures d'autosurveillance réglementaire.
En ce qui concerne l'autosurveillance, le SATESE contrôle puis valide les dispositifs de mesure, les techniques d'analyses ainsi que les données récupérées pour le compte de l'Agence de l'Eau et de la Police de l'eau.
On observa la disparition des SATESE 83, 84 et 13 en 2019 à la suite de la disparition de plusieurs financements croisés (Agence de l'eau, Départements, Région PACA).

## Vie associative
Les personnels des SATESE ont créé, à partir du début des années 1980, des associations régionales nommées ARSATESE, à l'échelle des 6 bassins des Agences de l'Eau. Une association nationale (ANSATESE) a vu le jour en 1997 à Magny-Cours.
Actuellement, il existe 3 associations régionales :
- L'ARSATESE Adour-Garonne créée en 1982
- L'ARSATESE Seine-Normandie créée en 1995
- L'ARSATESE Loire-Bretagne créée en 1997

Ces associations ont pour but de mettre en relation les SATESEs des différents départements pour des problématiques à l'échelle des bassins mais aussi à l'échelle nationale.
Les ARSATESE organisent également des Journées Techniques une fois par an ou les "Satésiens" se réunissent pour des conférences, mais organisent aussi des salons d'exposition de matériels. Ces associations regroupent également les personnels des cellules ASTER et CATER.